# Полянский, Пётр Павлович
Пётр Павлович Полянский (15 января 1924 — 22 июня 1984) — советский военнослужащий. Участник Великой Отечественной войны. Герой Советского Союза (1943). Ефрейтор.

## Биография
Пётр Павлович Полянский родился 15 января 1924 года в селе Жуланка Каменского уезда Ново-Николаевской губернии РСФСР СССР (ныне посёлок Кочковского района Новосибирской области Российской Федерации) в крестьянской семье. Русский. Образование начальное. До призыва на военную службу работал рабочим на железнодорожной станции Чулымская.
В ряды Рабоче-крестьянской Красной Армии П. П. Полянский был призван Чулымским районным военкоматом Новосибирской области в августе 1942 года. После короткого обучения в сентябре 1942 года его направили на Воронежский фронт, где он был зачислен рядовым разведчиком в 3-й стрелковый батальон 383-го стрелкового полка 121-й стрелковой дивизии 60-й армии. Прямо с эшелона плохо обученные и необстрелянные бойцы вступили в уличные бои за город Воронеж. Пётр Павлович об этих днях впоследствии вспоминал:

«В сентябре 1942 года я был в разведке 383-го стрелкового полка. Разведкой командовал старший лейтенант Сеня (его фамилии, к сожалению, не помню). Со мной служил Павел Литвинов. Погиб он в очередной вылазке за „языком“ к немцам, которые занимали больницу. Его вынесли с поля боя и похоронили с западной стороны кирпичного дома. Дом стоял буквой „П“. В этом месте мы похоронили 15 разведчиков. Имена и фамилии остальных погибших мне неизвестны, так как гибли они буквально на первый, второй день, не успев даже познакомиться…»
— Новосибирская областная газета «Советская Сибирь» № 83 (26205) от 07.05.2010.
До января 1943 года дивизия, в которой служил рядовой П. П. Полянский, вела тяжёлые бои в Воронеже в районе областной больницы. В ходе Воронежско-Касторненской операции она перешла в наступление и 25 января 1943 года участвовала в освобождении города, а 29 января 1943 года освобождала посёлок Касторное. В феврале — марте 1943 года П. П. Полянский участвовал в Третьей битве за Харьков. 23 марта 1943 года 60-я армия была включена в состав Курского фронта, а 26 марта передана в состав Центрального фронта и заняла оборону на левом берегу реки Сейм в районе Рыльска. К лету 1943 года Павел Петрович был произведён в ефрейторы и назначен на должность связного командира 3-го стрелкового батальона. В июле 1943 года ефрейтор П. П. Полянский принимал участие в оборонительной фазе Курской битвы, в ходе которой подразделения 60-й армии защищали северный выступ Курской дуги и прикрывали наряду с 65-й армией левый фланг Центрального фронта.
После разгрома немецких войск на Курской дуге 60-я армия включилась в битву за Днепр, приняв участие в Черниговско-Припятской операции Центрального фронта. В ходе боевых действий связной 3-го стрелкового батальона ефрейтор П. П. Полянский под огнём противника неоднократно доставлял важные донесения, за что был награждён медалью «За отвагу». Развивая наступление, подразделения 121-й стрелковой дивизии приближались к Днепру. В районе Бобровицы противник 19 сентября 1943 года пытался предпринять контратаку при поддержке четырёх танков, но находившийся в боевом охранении стрелок 3-го стрелкового батальона ефрейтор П. П. Полянский проявил отвагу и стойкость. Подпустив танки на 60 метров, он забросал головную машину гранатами, заставив немцев отступить. 29 сентября 1943 года передовые отряды дивизии вышли к Десне. Ефрейтор Полянский с двумя бойцами на небольшой лодке форсировал реку и вступил в бой с вражеским заслоном. Вести огонь из стрелкового оружия не представлялось возможным, и противники забрасывали друг друга гранатами. Умелыми действиями ефрейтор Полянский уничтожил 35 немецких солдат, обеспечив занятие плацдарма и переправу своего батальона.
6 октября 1943 года 60-я армия была передана в состав Воронежского фронта (с 20 октября 1943 года — 1-й Украинский фронт). В тот же день её передовые части приступили к форсированию Днепра. Ефрейтор П. П. Полянский личным примером увлёк за собой группу бойцов и первым в своём подразделении под сильным огнём противника преодолел водную преграду на подручных средствах в районе села Козаровичи и закрепился на правом берегу реки. Противник бросил против горстки бойцов взвод пехоты при поддержке артиллерии. Но Полянский со своими бойцами отразил все атаки противника. Огнём из пулемёта Пётр Павлович лично уничтожил 25 немецких солдат и офицеров. Указом Президиума Верховного Совета СССР от 17 октября 1943 года ефрейтору Полянскому Петру Павловичу было присвоено звание героя Советского Союза.
В дальнейшем П. П. Полянский участвовал в Киевской наступательной операции, освобождении города Киева, Киевской оборонительной, Житомирско-Бердичевской, Ровно-Луцкой и Проскуровско-Черновицкой операциях. 22 марта 1944 года Пётр Павлович был тяжело ранен. Почти полгода он провёл в госпитале и в сентябре 1944 года был демобилизован по ранению. После выписки из госпиталя Пётр Павлович вернулся в Чулым. Работал кочегаром на станции Чулымская. За многолетний и добросовестный труд на железной дороге ему было присвоено звание «Почётный железнодорожник». 22 июня 1984 года П. П. Полянский скоропостижно скончался. Похоронен в городе Чулыме Новосибирской области.

## Награды и звания
- Медаль «Золотая Звезда» (17.10.1943);
- орден Ленина (17.10.1943);
- медаль «За отвагу» (04.09.1943).
- «Почётный железнодорожник».

## Память
- Мемориальная доска в честь Героя Советского Союза П. П. Полянского установлена в городе Чулыме на доме, где он жил.
- Именем Героя Советского Союза П. П. Полянского названа улица в городе Чулыме.

## Документы
- Общедоступный электронный банк документов «Подвиг Народа в Великой Отечественной войне 1941—1945 гг.» Дата обращения: 27 сентября 2012. Архивировано из оригинала 13 марта 2012 года.

Представление к званию Героя Советского Союза и указ ПВС СССР о присвоении звания. Дата обращения: 27 сентября 2012. Архивировано 1 ноября 2012 года.
Медаль «За отвагу» (приказ о награждении). Дата обращения: 27 сентября 2012. Архивировано 1 ноября 2012 года.